# Wheelin' Wallie
Wheelin' Wallie o Wheelin Wallie è un videogioco pubblicato nel 1984 per Commodore 64 e nel 1985 per ZX Spectrum dalla Interceptor Software. Il protagonista Wallie è un essere con il corpo sferico e una grande bocca dentata. Volando sopra un paesaggio collinare a scorrimento orizzontale, Wallie deve mangiare una serie di puntini sospesi in aria ed evitare ostacoli e nemici. Wallie ha anche una ruota che, sebbene staccata dal suo corpo, avanza sempre sul terreno esattamente sotto di lui, e deve anch'essa evitare i pericoli.
Wheelin' Wallie è ispirato non ufficialmente al videogioco arcade Snap Jack (Universal, 1982).
Sempre nel 1984, con il protagonista Wallie, uscirono anche Wallie Goes to Rhymeland e per ultimo Trollie Wallie.